# Classe d'Estienne d'Orves
Pour les articles homonymes, voir D'Estienne d'Orves.
La classe d'Estienne d'Orves est un type de bâtiments légers. Les avisos type A69, construits en France,  sont mis en service dans la Marine nationale à partir de 1976. Ils ont formé l'une des plus grandes séries de bâtiments de la Marine nationale après 1945 avec dix-sept unités construites, plus trois autres pour l'exportation. Entre 2011 et 2017, les avisos classe d'Estienne d'Orves sont déclassés "aviso" (retrait des missiles mer-mer Exocet, notamment) et reclassés en patrouilleur de haute mer (PHM).

## Historique
Construits par la DCN sur le chantier naval de Lorient pour remplacer les escorteurs côtiers, les avisos type A69 (A pour « aviso », 69 pour l'année de décision de construction) sont entrés en service entre 1976 et 1984 avec les indicatifs visuels allant de F781 à F797. La construction d'un aviso nécessitait entre 600 000 et 650 000 heures de travail. Le coût de la construction de chaque unité était estimé à 270 millions de francs (41,160 millions d'euros)..
Ils sont conçus comme une classe de bâtiments économiques, construits en grande série, avec pour mission principale à l'origine du programme, la lutte anti-sous-marine par petits fonds, notamment sur le plateau continental. Bien armés pour leur tonnage de 1 100 tonnes, ils n’emportent cependant pas d’hélicoptère, et leur vitesse limitée ne leur permet pas non plus de suivre les évolutions du groupe aéronaval. 
Très tôt, ils naviguent de par le monde. Leur endurance et leur faible coût de possession sont très appréciés des autorités. Les avisos A69 contribuent ainsi à la surveillance de la Zone économique exclusive française, à la sécurisation des sous-marins de la FOST, à la coopération ou à la défense des intérêts français sur les mers et notamment dans le golfe de Guinée, comme aux opérations de lutte contre la piraterie dans l'océan Indien. 
En attendant une relève sans cesse reculée et dans un souci d'économie, ils sont déclassés en PHM « patrouilleurs de haute mer ». Cette opération consiste au retrait de la plupart de leurs capacités de combat (débarquement des missiles mer-mer, des lance-leurres dagaie, du bruiteur nixie, du lance-roquettes et des tubes lance-torpilles). Parallèlement à ces retraits, les nouveaux PHM bénéficient d'une mise à jour de leurs systèmes de transmissions.
Au début des années 1980, l'Argentine a armé trois avisos de cette classe. D'abord deux commandés par l'Afrique du Sud mais qui n'ont pas été livrés à ce pays pour cause d'un embargo ainsi qu'un troisième. Ils ont participé à la guerre des Malouines. Lors de l'invasion de la Géorgie du Sud, l'aviso ARA Granville a été endommagé.
Six des avisos français désarmés par la Marine nationale ont été vendus à la Marine turque en 2000.
Les avisos de la classe d'Estienne d'Orves doivent, à terme, être remplacés par le programme du patrouilleur hauturier.
Les cinq dernières unités encore en service dans la Marine française en juillet 2025 devraient être désarmées d'ici 2027. Préalablement, elles sont employées pour tester le système de mini-drone aérien de la marine à partir de 2014, puis le reçoivent en équipement standard à partir de 2022.

## Caractéristiques

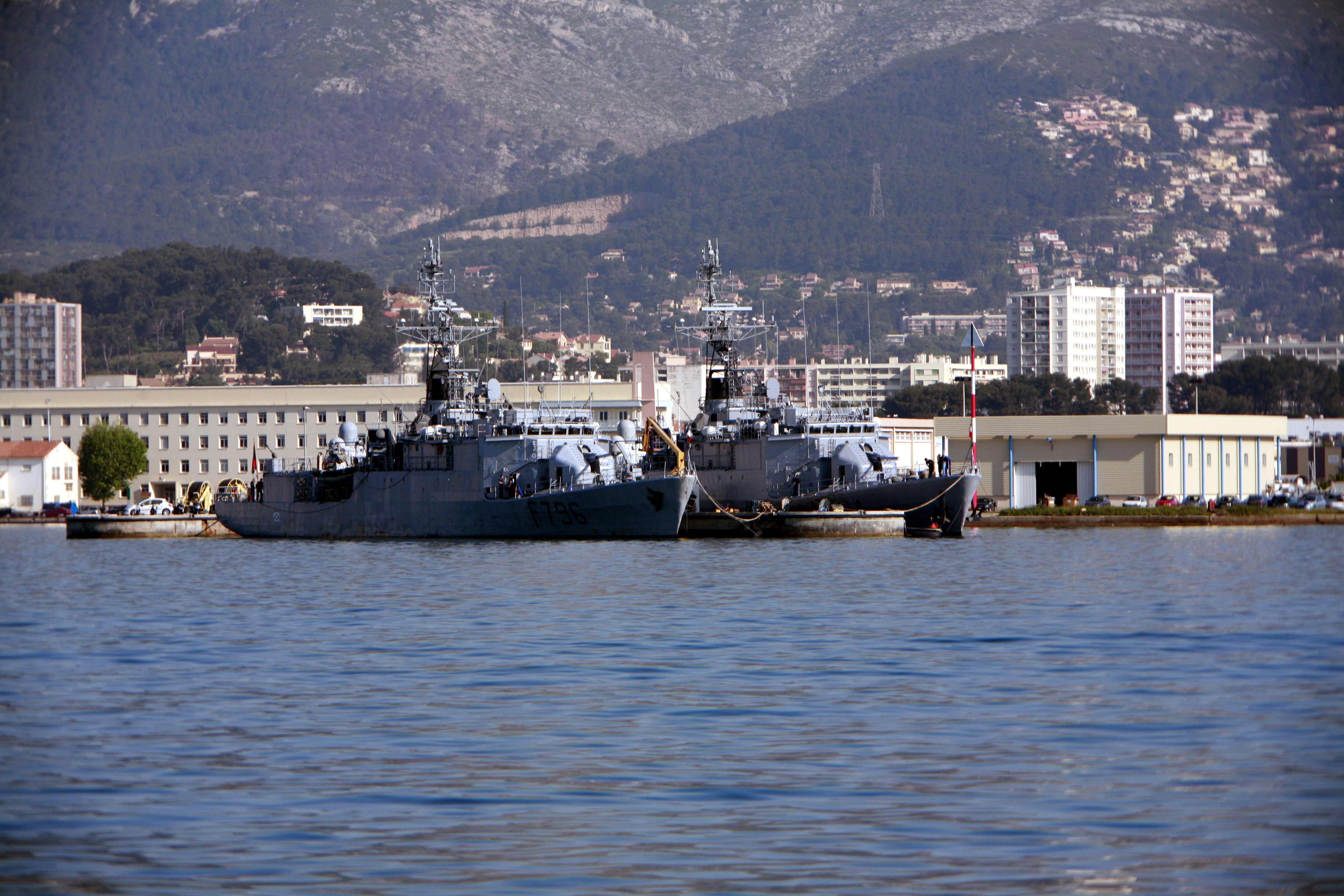
Le Commandant Birot et un autre aviso A69 à quai à Toulon.

Armés par un équipage de 90 marins, bien que très « marins » [endurants à la mer], ces bâtiments ont la réputation d'être parmi les plus pénibles par mauvais temps. Leur fardage important les rend particulièrement sensibles au tangage et au roulis dès que la mer est formée. Cela leur vaudra le surnom de « sous-marin de surface ».
Leur armement, important pour un bâtiment de ce tonnage, leur permet de gérer un spectre important de missions. Il leur vaut d’ailleurs un autre surnom, celui de « Cuirassés de poche ». Pendant la guerre froide, ils sont essentiellement utilisés pour patrouiller sur le plateau continental de l'océan Atlantique à la recherche des sous-marins de la marine soviétique. Cependant, les faibles performances du sonar de coque rendent nécessaire le renfort d'une frégate ASM dès l’apparition d’un écho, pour le prendre en chasse à l'aide de son sonar remorqué à immersion variable.
Leur rôle de patrouilleurs est désormais constitué essentiellement de patrouilles et de missions d'assistance, ainsi que de participations aux missions de l'ONU (blocus, contrôles de pavillons) ou de tâches similaires de police des mers (lutte contre la drogue, extraction de ressortissants, contrôle des pêches, etc.). Les missiles mer-mer 38 ou mer-mer 40 ont été débarqués, mais ils emportent plusieurs mitrailleuses et fusils-mitrailleurs, plus adaptés à leurs nouvelles missions.

## Unités de la classe d'Estienne d'Orves

### Navires de la Marine nationale française
| Indicatifs visuels | Nom                              | Mise sur cale      | Mise à l'eau      | Mise en service   | Désarmé         | Base navale | Destination                                                                            |
| ------------------ | -------------------------------- | ------------------ | ----------------- | ----------------- | --------------- | ----------- | -------------------------------------------------------------------------------------- |
| F781               | D'Estienne d'Orves               | 1er septembre 1972 | 1er juin 1973     | 10 septembre 1976 | 30 juin 1999    | Brest       | Vendu à la Marine turque en 2002 et renommé Beycoz.                                    |
| F782               | Amyot d'Inville                  | 2 juillet 1973     | 30 novembre 1974  | 13 octobre 1976   | 30 juillet 1999 | Toulon      | Vendu à la Marine turque en 2002 et renommé Bartın.                                    |
| F783               | Drogou                           | 1er octobre 1973   | 30 novembre 1974  | 30 septembre 1976 | 27 juillet 2000 | Brest       | Vendu à la Marine turque en 2001 et renommé Bodrum.                                    |
| F784               | Détroyat                         | 9 décembre 1974    | 30 janvier 1976   | 4 mai 1977        | 25 juillet 1997 | Brest       | Cimetière de Landévennec (2006-2015) ; Démantelé à Gand (2015).                        |
| F785               | Jean Moulin                      | 15 janvier 1975    | 31 janvier 1976   | 11 mai 1977       | 14 mai 1999     | Brest       | Brise Lames à l'école navale de Lanvéoc-Poulmic (2004-2014) ; Démantelé à Gand (2015). |
| F786               | Quartier-Maître Anquetil         | 1er août 1975      | 7 août 1976       | 15 juin 1979      | 30 juin 2000    | Toulon      | Vendu à la Marine turque en 2000 et renommé Bandırma.                                  |
| F787               | Commandant de Pimodan            | 1er septembre 1975 | 7 août 1976       | 20 mai 1978       | 28 juillet 2000 | Brest       | Vendu à la Marine turque en 2000 et renommé Bozcaada.                                  |
| F788               | Second-Maître Le Bihan           | 1er novembre 1976  | 13 août 1977      | 11 juillet 1979   | 26 juin 2000    | Brest       | Vendu à la Marine turque en 2002 et renommé Bafra.                                     |
| F789               | Lieutenant de vaisseau Le Hénaff | 21 mars 1977       | 16 septembre 1978 | 13 février 1980   | 31 juillet 2020 | Brest       | En attente de démantèlement à Brest (depuis 2020).                                     |
| F790               | Lieutenant de vaisseau Lavallée  | 11 novembre 1977   | 29 mai 1979       | 9 octobre 1980    | 2 juillet 2018  | Brest       | En attente de démantèlement au cimetière de Landévennec (depuis 2019).                 |
| F791               | Commandant l'Herminier           | 29 mai 1979        | 7 mars 1981       | 19 janvier 1986   | 2 juillet 2018  | Brest       | En attente de démantèlement à Brest (depuis 2018).                                     |
| F792               | Premier-Maître L'Her             | 15 décembre 1978   | 28 juin 1980      | 5 décembre 1981   | 1 juillet 2024  | Brest       | Coulé par un tir d'exercice d'une torpille F21 le 17 décembre 2024.                    |
| F793               | Commandant Blaison               | 15 novembre 1979   | 7 mars 1981       | 28 avril 1982     |                 | Brest       | Désarmement prévu en 2026                                                              |
| F794               | Enseigne de vaisseau Jacoubet    | 11 avril 1979      | 26 septembre 1981 | 23 octobre 1982   |                 | Brest       | Désarmement prévu en 2027                                                              |
| F795               | Commandant Ducuing               | 1er octobre 1980   | 26 septembre 1981 | 17 mars 1983      |                 | Toulon      | Désarmement prévu pour l'été 2025                                                      |
| F796               | Commandant Birot                 | 23 mars 1981       | 22 mai 1982       | 14 mars 1984      |                 | Toulon      | Désarmement prévu pour l'été 2025                                                      |
| F797               | Commandant Bouan                 | 12 octobre 1981    | 23 mars 1983      | 31 octobre 1984   |                 | Toulon      | Désarmement prévu pour 2026                                                            |

### Navires transférés à la Marine Turque
Entre 2000 et 2002, la France a livré à la Marine turque six avisos dans le cadre d'un contrat passé par DCN International. Ce contrat prévoyait la remise en état par la DCNS et la préparation par l'arsenal de Brest des bateaux. Ils constituent la classe de corvette Burak, et sont tous basés à Gölcük. 

#### Modernisation
Contrairement aux unités restées en service dans la Marine Nationale, elles conserveront leur armements (roquettes anti sous-marine de 375mm, tubes lance-torpilles et missiles anti-navire MM38). A partir de 2020, certaines de ces unités commencent leur modernisation avec le débarquement des tubes lance-torpilles ainsi que des Exocet arrivés en fin de vie et l'installation de matériel d'origine local : 
Artillerie
- Remplacement de la tourelle de 100mm CADAM par une MKE 76/62 mm (version turque du Otobreda 76 mm)

Electronique
- Remplacement du DRBC -32E par un Aselsan AKR pour la conduite de tir
- Remplacement du DRBV -51A par un Aselsan 3D MAR-D pour la veille radar

Missiles
- Ajout d'un lanceur Roketsan sur la plage arrière équipé de missiles anti-char FGM-148 Javelin ou L-UMTAS

Après avoir subit des dégâts lors d'un échouement en 2009, le TCG Bodrum fut désarmé prématurément en 2022. Le TCG Beykoz a quant à lui été transformé en navire d'expérimentation et sert au développement de nouvelles armes comme le missile anti-aérien de courte portée Göksur testé en 2025.
Les avisos A69 de la marine turque seront remplacés par des corvettes de classe Ada.
| Indicatifs visuels | Nom          | Mise en service | Désarmé         | Base navale | Origine                            | Destination                            |
| ------------------ | ------------ | --------------- | --------------- | ----------- | ---------------------------------- | -------------------------------------- |
| F500               | TCG Bozcaada | 25 juillet 2001 |                 | Gölcük      | ex-Commandant de Pimodan (F787)    |                                        |
| F501               | TCG Bodrum   | 25 juillet 2002 | 2 décembre 2022 | Gölcük      | ex-Drogou (F783)                   | Retiré du service                      |
| F502               | TCG Bandirma | 25 juillet 2002 |                 | Gölcük      | ex-Quartier-Maître Anquetil (F786) |                                        |
| F503               | TCG Beykoz   | 25 juillet 2002 |                 | Gölcük      | ex-D'Estienne d'Orves (F781).      | Transformé en navire d'expérimentation |
| F504               | TCG Bartin   | 25 juillet 2002 |                 | Gölcük      | ex-Amyot d'Inville (F782)          |                                        |
| F505               | TCG Bafra    | 24 juillet 2003 |                 | Gölcük      | ex-Second-Maître Le Bihan (F788)   |                                        |

### Export de navires de la classe d'Estienne d'Orves

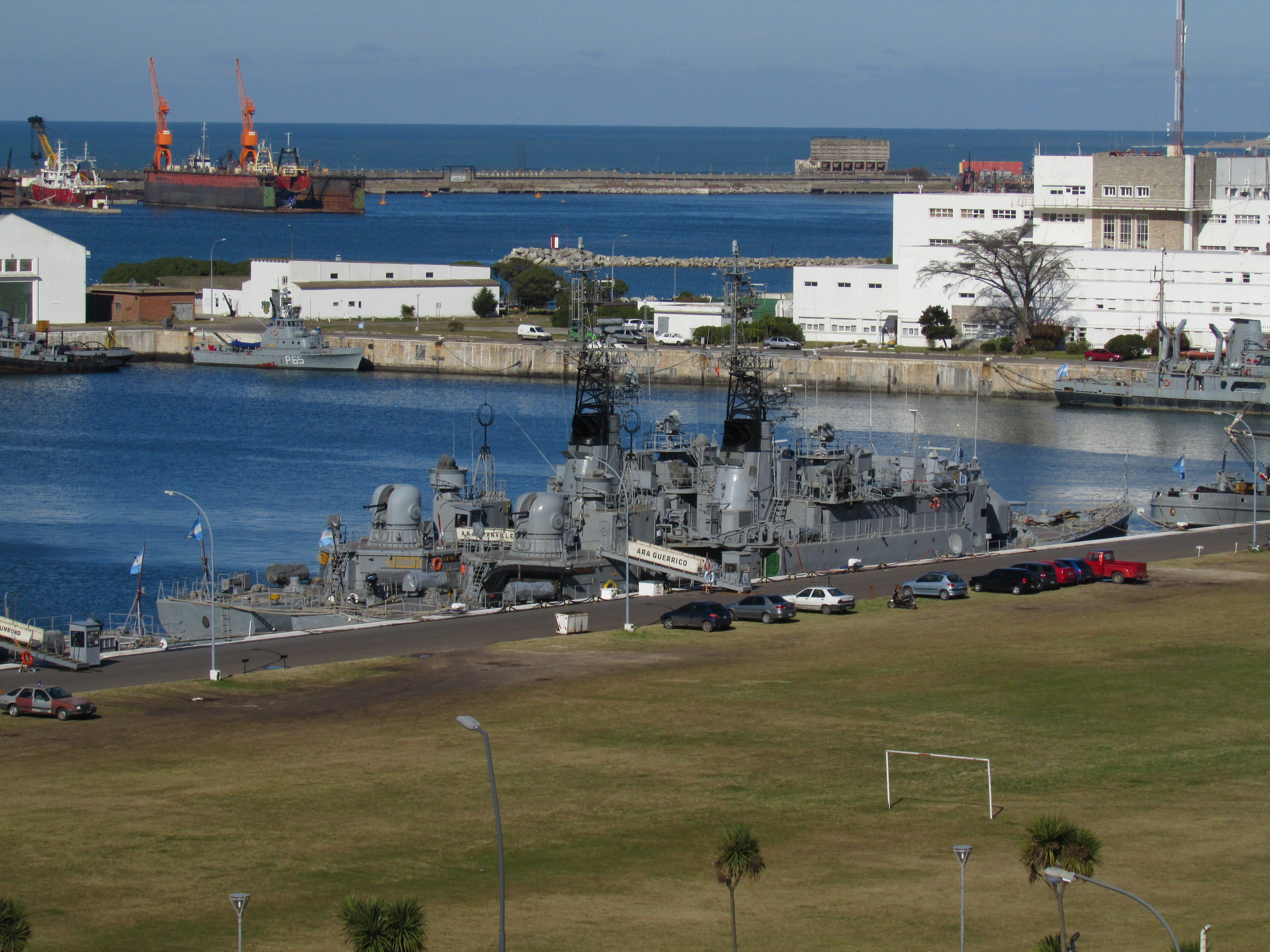
Les corvettes argentines Guerrico et Granville en 2013.

La Marine argentine arme également trois unités de la classe d’Estienne d’Orves, connus localement sous le nom de navires de la classe Drummond, avec un armement légèrement modifié par rapport aux françaises, notamment un canon Bofors bitube de calibre 40 mm sur le toit arrière à la place du lance-roquettes ASM de 375 mm, et des tubes lances torpilles de 324 mm. Les deux premiers navires avaient été initialement commandés par la marine sud-africaine, mais, en raison de sanctions de l’ONU contre l’Afrique du Sud, ils ne lui ont pas été livrés et ont été achetés par la marine argentine en 1978. Le troisième navire de la classe a été commandé par l’Argentine et a été livré en 1981. Ils ont participé à la guerre des Malouines en 1982.

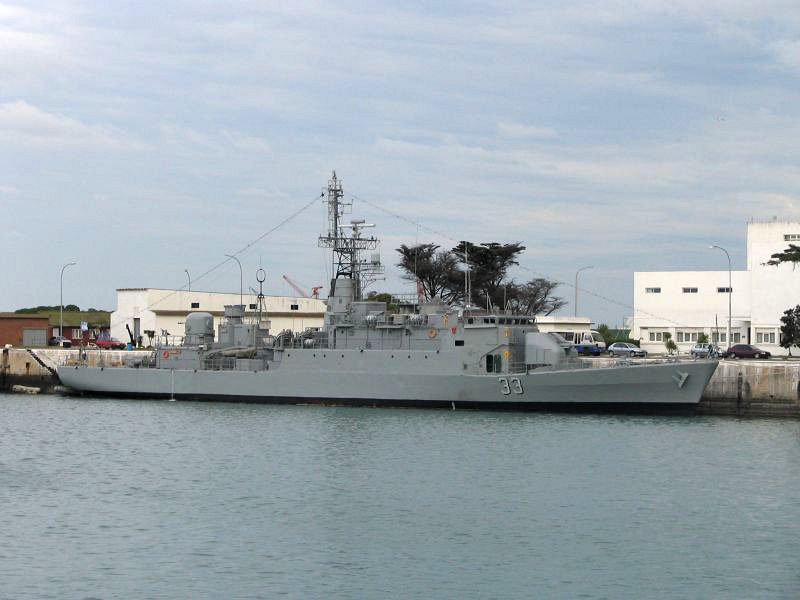
Le Granville de la marine argentine

| Indicatifs visuels | Nom                | Mise sur cale     | Mise à l'eau      | Mise en service | Désarmé      | Base navale   | Destination                  |
| ------------------ | ------------------ | ----------------- | ----------------- | --------------- | ------------ | ------------- | ---------------------------- |
| P-31               | ARA Drummond (en)  | 12 mars 1976      | 5 mars 1977       | 9 novembre 1978 |              |               | En attente de démantèlement  |
| P-32               | ARA Guerrico (en)  | 1er octobre 1976  | 13 septembre 1977 | 9 novembre 1978 |              |               | En attente de démantèlement. |
| P-33               | ARA Granville (en) | 1er décembre 1978 | 28 juin 1980      | 22 juin 1981    | 31 aout 2024 | Mar del Plata |                              |